# Cerylon californicum
Cerylon californicum är en skalbaggsart som beskrevs av Thomas Casey 1890. Cerylon californicum ingår i släktet Cerylon och familjen gångbaggar. Inga underarter finns listade i Catalogue of Life.